# Kakuya-ji

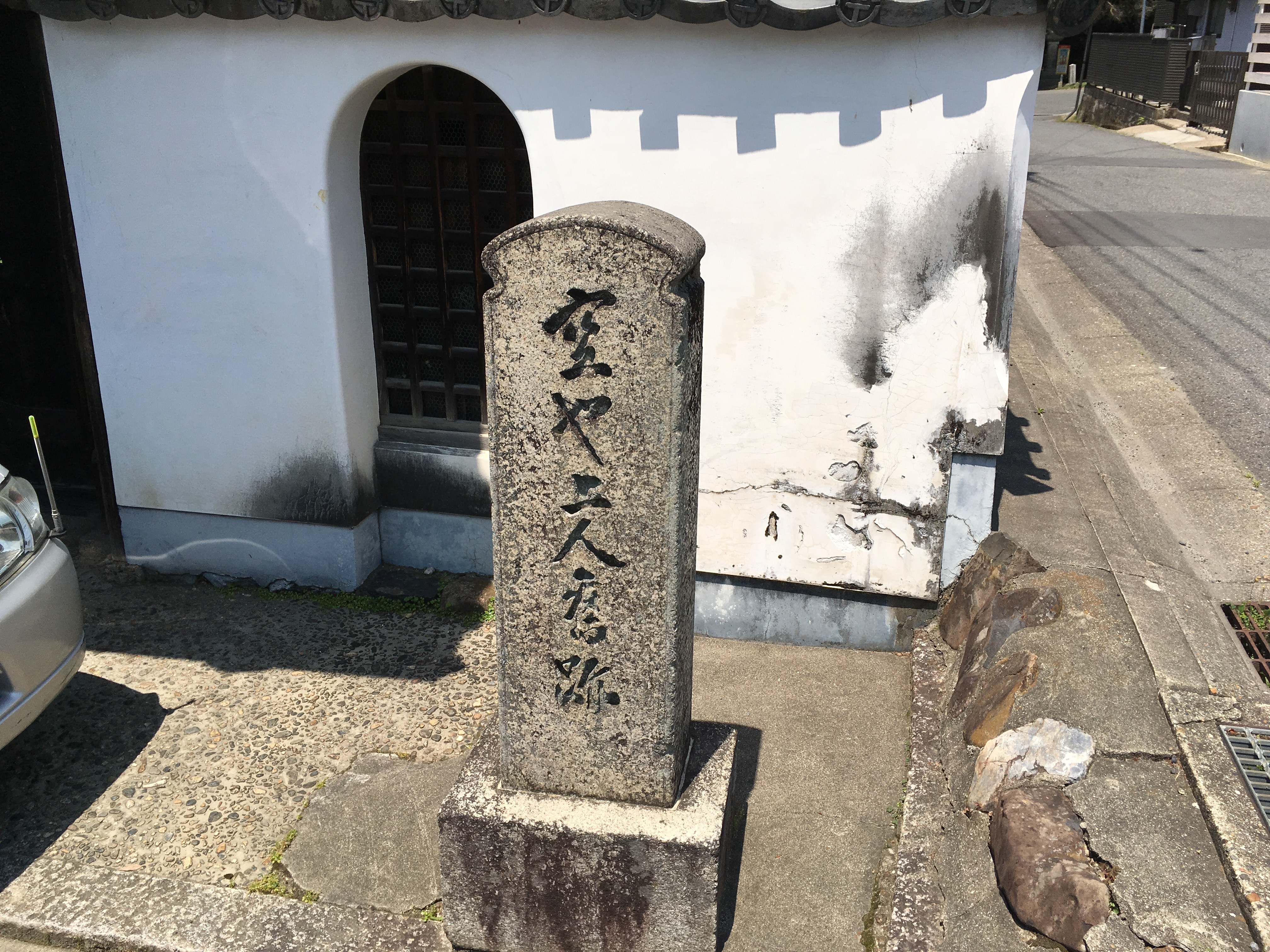
Monumento histórico de Ippen Shōnin

Kakuya-dera（en japonés：隔夜寺）es un templo budista ubicado en Japón, situado en la ciudad de Nara. El templo es la sede de la escuela Huayan de Budismo japonés. Originalmente fue ubicado al final del Templo Kofukuji y al final del Templo Tōdai-ji en 1875 (Meiji año 8).

## Historia
Según el libro ¨Nara Bobara Akuya¨, el área anteriormente fue conocida como el ¨Templo de la atención al visitante¨
El año de construcción y abandono no se reconocen. En el período Edo
fue reconocido como “La sala nocturna”, también fue parte del mantenimiento de ruinas del templo Kofukuji.
“La sala nocturna” fue creada por el monje japonés Kūya, una estatua de manera del monje se encuentra en la sala.
Los monjes que realizan visitas de adoración a Buda a Templo Hase-dera se descanzaron en “la sala nocturna” hasta el era Taishō.
En la antigua carretera del periodo Yamato hacia Templo Hase-dera, existe lápida con los nombres de los monjes que pasaron la noche en “La sala nocturna”. En el período Kamakura, el fundador de Ji shū Ippen Shōnin (1234–1289, conocido como Zuien) también realizó prácticas del budismo en este templo.

## Arquitectura
- Sala principal

Fue erigido durante period  Kanbun (era) por Yutaka Nakamo Moriyuki Hiroshi , pero fue restaurado alrededor del periodo Kyōhō 14 (año 1729). Sin embargo, como fue devastado de nuevo, fue reconstruido en 1935 (Era Shōwa)
- Puerta
- Cocina
- Monumento histórico de Ippen Shōnin : está construido a las afueras de la puerta.